# Pierre Cunha de Almeida
Pierre Cunha de Almeida, né le 12 juillet 1974 à Vitória (Espírito Santo) et plus connu sous le nom de Pierre, est un footballeur brésilien international de beach soccer.

## Palmarès

### Avec le Brésil
| Compétitions mondiales | Compétitions continentales                                                            |
| --- | ------------------------------------------------------------------------------------- |
| - Coupe du monde (5) - Vainqueur en 2000, 2002, 2003, 2004, 2006 - 3e en 2005 - BSWW Mundialito (5) - Vainqueur en 2000, 2001, 2002, 2004, 2005 - Finaliste en 2003 - Coupe latine (8) - Vainqueur en 1998, 1999, 2001, 2002, 2003, 2004, 2005, 2006 - 3e en 2000 | - Championnat CONMEBOL (1) - Vainqueur en 2005 - Copa América (1) - Vainqueur en 2003 |

### Avec Espírito Santo
- Championnat des États brésiliens (2)
  - Champion en 2000 et 2001

### Individuel
- Meilleur gardien
  - BSWW Mundialito en 2005
  - Championnat des États brésiliens en 1999, 2000, 2001 et 2002

- Meilleur Joueur
  - Championnat des États brésiliens en 2000 et 2001

## Statistiques
Pierre prend part à 11 matchs des deux premières Coupes du monde FIFA. Il ne connait qu'une fois la défaite lors de la demi-finale en 2005 contre le Portugal et encaisse 14 buts en tout.